# Fellering

Fellering este o comună în departamentul Haut-Rhin din estul Franței. În anul 2009 avea o populație de 1.714 de locuitori.

## Evoluția populației
| An        | 1975  | 1982  | 1990  | 1999  | 2006  | 2009  |
| --------- | ----- | ----- | ----- | ----- | ----- | ----- |
| Populație | 1.343 | 1.454 | 1.501 | 1.548 | 1.674 | 1.714 |